# Kostivere
Koistivere - okręg miejski w Estonii, w prowincji Harju, w gminie Jõelähtme.